# Necròpolis de Kom al-Ahmar
La necròpolis de Kom al-Ahmar està situada al sud del llogaret d'Egipte Kom al-Ahmar al costat s'on estava situada l'antiga ciutat de Nekhen, més coneguda pel nom grec de Hieracòmpolis. El lloc es troba a més de 600 quilòmetres al sud del Caire i a uns 16 al sud de Luxor, a mig camí entre Edfú i Esna. S'anomena necròpolis 6 o HK6 (de Hieracòmpolis), i conté diverses àrees d'enterrament de diverses èpoques, totes de finals de la prehistòria egípcia i l'inici de la civilització de l'antic Egipte.
La necròpolis predinàstica, anomenada "cementiri de l'elit" pels arqueòlegs, s'estén al llarg de diversos quilòmetres i fou descoberta el 2005 a la vora del desert. Es tracta d'un dels complexos funeraris més antics que s'ha trobat a Egipte, i podria tenir més de 5000 anys. Al jaciment s'han trobat les restes de set persones, quatre de les quals podrien haver estat sacrificades. Es creu que el complex pertanyia a un o més governants de Nekhen que va viure cap al 3700 aC. quan Nekhen era la ciutat més gran de la riba del Nil. El jaciment conté unes de les mostres de momificació més antigues, també s'hi van trobar unes màscares funeràries fetes d'argila i animals enterrats com si es tractés d'humans. També s'han trobat restes d'estàtues i d'altres objectes que podrien formar part dels aixovars funeraris d'aquesta elit predinàstica.
La zona es va començar a excavar l'any 2000, sota les ordres de Barbara Adams, qui va morir prematurament el 2002, tot i que Mike Hoffman ja l'havia explorat durant els anys 80 (s.XX), no va descobrir la zona on es troben les tombes més antigues, sinó unes una mica més modernes (del 3200 al 3000 aC aproximadament).